# Hwasal-2
Hwasal-2 (Tiếng Hàn: 《화살-2》형; Hanja: 화살-2型; phiên âm Hán-Việt: Mũi Tên-2) là một loại tên lửa hành trình chiến lược tầm trung (LACM) do Cộng hòa Dân chủ Nhân dân Triều Tiên chế tạo, xuất hiện lần đầu tiên vào năm 2023. Nó được cho là một phiên bản cải tiến từ tên lửa hành trình trước đó là Hwasal-1 với tầm bắn xa hơn. Hwasal-2 có thể mang theo đầu đạn hạt nhân chiến thuật Hwasan-31.

## Giới thiệu
Tên lửa Hwasal-1 xuất hiện lần đầu tiên trong triển lãm quốc phòng "Tự vệ-2021" tổ chức tại Bình Nhưỡng.  Ngày 13 tháng 9 năm 2021, Hãng thông tấn Trung ương Triều Tiên KCNA tuyên bố nước này đã bắn thử thành công tên lửa hành trình chiến lược đầu tiên. Tên lửa đạt tầm bắn 1,500 km sau 7,580 giây và đã đánh trúng mục tiêu. Đây là loại tên lửa hành trình đầu tiên trong lịch sử của Triều Tiên có tầm bắn xa hơn 300 km.
Ngày 25 tháng 1 năm 2022, Triều Tiên bắn thử tên lửa hành trình Hwasal-1 lần thứ 2 từ xe mang phóng tự hành tại bờ biển tỉnh Hamgyong Nam. Tên lửa đã bay xa 1,800 km trong thời gian 9,137 giây. Vụ phóng này diễn ra cùng thời điểm với vụ phóng một loạt các tên lửa đạn đạo chiến thuật kiểu mới KN-23 của Triều Tiên, loại vũ khí được cho là có tính năng tương đương với loại Iskander của Nga.
Ngày 23 tháng 2 năm 2023, Triều Tiên tuyên bố phóng thử thành công 4 tên lửa hành trình Hwasal-1 và Hwasal-2 từ tỉnh Hamgyong Nam. Các hình ảnh do KCNA cung cấp sau đó cho thấy tên lửa bay với độ cao thấp ở sát mặt đất, gợi ý khả năng nó sử dụng công nghệ dẫn đường kết hợp đường viền địa hình (TERCOM) tương tự các tên lửa hành trình hiện đại khác như Kh-101 của Nga hay BGM-109 Tomahawk của Hoa Kỳ. Bản tin của KCNA cho biết vụ phóng nằm trong khuôn khổ cuộc diễn tập tấn công hạt nhân chiến thuật của quân đội Triều Tiên. Sau đó vào ngày 21 tháng 8 năm 2023 , nhà lãnh đạo Triều Tiên Kim Jong-un đã theo dõi một vụ phóng tên lửa Hwasal-2 từ tàu hộ vệ số hiệu 661 lớp Amnok thuộc biên chế Hạm đội biển Đông của Hải quân Nhân dân Triều Tiên. Ngày 6 tháng 9 cùng năm, ông Kim lại tới dự buổi lễ hạ thủy tàu ngầm mang tên lửa chiến lược số hiệu 841. Các hình ảnh được KCNA đăng tải về buổi lễ cho thấy tàu có 10 silo phóng thẳng đứng, trong đó có 4 silo lớn có lẽ để triển khai tên lửa đạn đạo phóng từ tàu ngầm Pukguksong-5 , còn lại là các silo để triển khai tên lửa hành trình Hwasal-2.